# Marcela Machotková

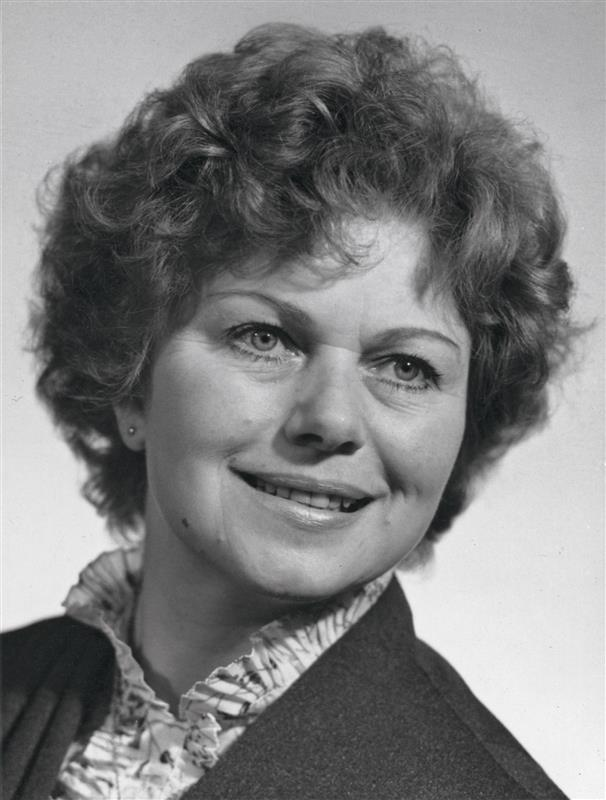
Marcela Machotková

Marcela Machotková (* 12. Oktober 1931 in Turnov; † 7. Dezember 2021 in Brandýs nad Labem) war eine tschechoslowakische Opernsängerin (Sopran).

## Leben
Marcela Machotková, geboren als Marcela Johnová, war schon in jungen Jahren fasziniert vom Singen. Sie spielte auch Klavier und hatte während ihres Gesangsstudiums am Prager Konservatorium die Möglichkeit zu wählen, ob sie sich dem Gesang oder dem Klavierspielen als Hauptfach widmen wollte. Zu ihren Lehrern am Prager Konservatorium gehörten die Gesangsprofessorin Jarmila Pěničková-Rochová, die Altistin Olga Borová-Valoušková und der tschechoslowakische Bariton Zdeněk Otava.
Nach ihrem Abschluss im Jahre 1954 war sie zunächst Solistin des Militärkunstensembles Vítězná křídla in Prag. Nach dem Tode ihrer Mutter bewarb sie sich 1960 als Choristin am Nationaltheater Liberec, erhielt jedoch einen Vertrag als Solistin und debütierte dort als Prinzessin in der Oper Šelma sedlák von Antonín Dvořák. Am Nationaltheater Liberec sang sie viele wichtige Rollen im Bereich des lyrischen Soprans und hatte dort ihre ersten Erfolge im Smetana- und Dvořák-Repertoire, u. a. als Marie in Die verkaufte Braut und als Vendulka in Der Kuß.
Mit Beginn der Spielzeit 1964/65 wurde sie an das Theater Pilsen engagiert, wo ihre erste Rolle die Hauptfigur in der Oper Šárka von Zdeněk Fibich war. Weitere Rollen waren Libuše, Tatjana, die Titelrolle in der Oper Zuzana Vojířová von Jiří Pauer, Musetta in La Bohème, Leonore in Fidelio und Desdemona in Otello, wo sie bei der Premiere am 8. Oktober 1966 bereits Solistin am Nationaltheater Prag war.
Nach Gastspielen 1963 und 1965 wurde sie im Juli 1966 an das Nationaltheater Prag engagiert, wo sie insbesondere als Interpretin des tschechischen Repertoires hervortrat. Zu ihren Rollen gehörten Libuše, Julie in Der Jakobiner, Rusalka und die Prinzessin in Die Teufelskäthe. In tschechischen Opern sang sie außerdem die Libyna in Šárka oder die Eva in der gleichnamigen Oper von Josef Bohuslav Foerster. Von Leoš Janáček sang sie die Karolka in Jenůfa und die Doppelrollen Hahn/Eichelhäher in Das schlaue Füchslein. Zu ihren Rollen gehörte auch die Lenio in Bohuslav Martinůs Griechische Passion und die Prinzessin in Rudolf Karels Oper Gevatterin Tod (Smrt kmotřička). Im Dezember 1988 beendete sie mit der Rolle der Ludmila in Die verkaufte Braut ihre Bühnenlaufbahn und ging in den Ruhestand.
Zu Machotkovás Bühnenrepertoire außerhalb des slawischen Repertoires gehörten Pamina, Donna Elvira, die Amelia in Un ballo in maschera und Simon Boccanegra, Mimì in La Bohème, die Titelrollen in den Strauss-Opern Arabella und Ariadne auf Naxos sowie, im Bereich der Moderne, die Ellen Orford in Peter Grimes.
Marcela Machotková gastierte am Opernhaus Brünn, am Teatr Wielki in Warschau (1969), am Teatro Comunale di Bologna, am Teatro Liceu in Barcelona und beim Edinburgh Festival. 1967 war sie bei den Wiener Festwochen (als Marie in Die verkaufte Braut) zu hören, im selben Jahr sang sie in Den Haag und Amsterdam. Die Rusalka sang sie bei Gastspielen in Moskau und Budapest. 1970 unternahm sie eine Italien-Tournee. 1973 gastierte sie als Lisa in Pique Dame in Dublin. 1975/76 war sie mit den Rollen der Tatjana und der Lisa auf Tournee durch die damalige Sowjetunion.
Ihre Stimme ist durch mehrere Tondokumente erhalten, die hauptsächlich bei Supraphon erschienen. 1979 veröffentlichte der Panton-Verlag ein Recital von Marcela Machotková. In zwei Gesamtaufnahmen der Oper Zwei Witwen singt sie die Agnes, unter der Stabführung der Dirigenten Jaroslav Krombholc und František Jílek. Außerdem existiert eine Gesamtaufnahme der Dvořák-Oper Der Jakobiner unter Jiří Pinkas mit dem Janáček-Opernorchester Brünn.
1975 erhielt sie den Titel „Verdiente Künstlerin“. Im März 2017 wurde sie im Bereich Oper mit dem tschechischen Thalia-Preis 2016 für ihr Lebenswerk ausgezeichnet.
Marcela Machotková, die mit dem Chirurgen Dr. Zdeněk Machotka verheiratet war, starb im Dezember 2021 im Alter von 90 Jahren.